# SpaceX South Texas Launch Site
SpaceX Starbase, precedentemente noto come sito di lancio di SpaceX South Texas  e anche conosciuto come sito di lancio di Boca Chica, è un impianto privato di produzione di razzi, sito di test e spazioporto per SpaceX, situato a Boca Chica a circa 32 km (20 miglia) a est di Brownsville, in Texas, negli Stati Uniti. Quando concettualizzato, il suo scopo dichiarato era "fornire a SpaceX un sito di lancio esclusivo che consentisse all'azienda di soddisfare finestre di lancio". Il sito di lancio era originariamente destinato a supportare i lanci di Falcon 9 e Falcon Heavy e "una varietà di veicoli di lancio suborbitali riutilizzabili" ma nel 2018, SpaceX ha annunciato un cambio di programma, affermando che il sito di lancio sarebbe stato utilizzato esclusivamente per il veicolo di lancio di prossima generazione di SpaceX, Starship. Nel 2019 e nel 2020, il sito ha raggiunto una significativa produzione di razzi e capacità di test. Il CEO di SpaceX Elon Musk ha indicato nel 2014 che si aspettava che "astronauti commerciali, astronauti privati, sarebbero partiti dal Texas meridionale" prevedendo il lancio di veicoli spaziali su Marte da Boca Chica. e ha previsto di lanciare veicoli spaziali su Marte da questo sito.
Tra il 2012 e il 2014, SpaceX ha considerato sette potenziali località negli Stati Uniti per la nuova struttura di lancio commerciale. In generale, per i lanci orbitali un sito ideale avrebbe un percorso di sorvolo sull'acqua orientale per sicurezza e sarebbe situato il più a sud possibile per sfruttare la velocità di rotazione della Terra. Per gran parte di questo periodo, un appezzamento di terreno adiacente alla spiaggia di Boca Chica vicino a Brownsville, in Texas, è stata la principale località candidata, durante un lungo periodo mentre la Federal Aviation Administration (FAA) degli Stati Uniti ha condotto un'ampia valutazione ambientale sull'uso del luogo come sito di lancio. Sempre durante questo periodo, SpaceX ha iniziato ad acquisire terreni nell'area, acquistando circa 41 acri (170.000 m2) e affittando 57 acri (230.000 m2) entro luglio 2014. SpaceX annunciò nell'agosto 2014 di aver scelto la posizione vicino a Brownsville come posizione per il nuovo sito di lancio non governativo, dopo il completamento della valutazione ambientale finale e la conclusione degli accordi ambientali entro luglio 2014. Quando avrà luogo il primo lancio della Starship, diventerà la quarta struttura di lancio attiva di SpaceX, dopo tre luoghi di lancio che sono stati presi in affitto dal governo degli Stati Uniti.
SpaceX ha condotto una cerimonia di posa della prima pietra del nuovo impianto di lancio nel settembre 2014 e la preparazione del terreno è iniziata nell'ottobre 2015. La prima antenna di localizzazione è stata installata nell'agosto 2016 e il primo serbatoio di propellente è arrivato a luglio 2018. Alla fine del 2018, la costruzione è aumentata notevolmente e il sito ha visto la produzione del primo veicolo di prova prototipo di 9 m di diametro, Starhopper, che è stato testato e ha volato da marzo ad agosto 2019. Da settembre 2019 vengono costruiti ulteriori prototipi di veicoli di volo per i test ad altitudini più elevate. A marzo 2020, c'erano oltre 500 persone impiegate presso la struttura, con la maggior parte della forza lavoro coinvolta nelle operazioni di produzione 24 ore su 24, 7 giorni su 7.
Il 12 dicembre 2024, SpaceX ha depositato una petizione ufficiale presso le locali autorità di Cameron County per trasformare il sito di lancio in una vera e propria città, denominata Starbase.

## Storia
Discussioni private tra SpaceX e vari funzionari statali su un futuro sito di lancio privato sono iniziate almeno nel 2011, e il CEO di SpaceX Elon Musk ha menzionato l'interesse per un sito di lancio privato per i loro lanci commerciali in un discorso nel settembre 2011. La società ha annunciato pubblicamente nell'agosto 2014 di aver scelto il Texas come luogo per il loro nuovo sito di lancio non governativo. I lavori sul suolo del sito sono iniziati nel 2015, ma la costruzione principale di strutture è iniziata solo alla fine del 2018, con test sui motori a razzo con test di volo a partire dal 2019.

### Selezione del sito e valutazioni ambientali
Già nell'aprile 2012, almeno cinque potenziali località erano pubblicamente note, tra cui "siti in Alaska, California, Florida, Texas e Virginia". Nel settembre 2012, anche Georgia e Porto Rico erano tra i siti papabili per la nuova struttura di lancio. Nel novembre 2012 la contea di Camden, Georgia, votò all'unanimità per "esplorare lo sviluppo di una struttura aerospaziale" in un sito costiero atlantico per supportare le operazioni di lancio sia orizzontale che verticale. Il principale sito di Porto Rico preso in considerazione all'epoca era la terra che in precedenza era stata la stazione navale di Roosevelt Roads. Entro settembre 2012, SpaceX stava considerando un totale di sette potenziali posizioni per la nuova piattaforma di lancio commerciale negli Stati Uniti. Per la maggior parte del tempo da allora, la principale località candidata per la nuova struttura era un lotto di terreno adiacente alla spiaggia di Boca Chica vicino a Brownsville, in Texas.
All'inizio del 2013, il Texas rimase il principale candidato per l'ubicazione della nuova struttura di lancio commerciale di SpaceX, sebbene anche Florida, Georgia e altre località fossero rimaste in corsa. Il Texas si adoperò dal punto di vista legislativo per consentire la chiusura temporanea delle spiagge statali durante i lanci, limitare la responsabilità per il rumore e alcuni altri rischi specifici del volo spaziale commerciale, oltre a considerare un pacchetto di incentivi, da 15 milioni di dollari, per incoraggiare SpaceX a localizzarsi a Brownsville. Le stime economiche del 2013 mostrarono che SpaceX aveva investito circa 100 milioni di dollari nello sviluppo e nella costruzione della struttura.
Nell'aprile 2012, l'Ufficio del trasporto spaziale commerciale della FAA avviò una valutazione sull'impatto ambientale dell'intervento dal quale si evinceva che il sito del Texas avrebbe supportato fino a 12 lanci commerciali all'anno, inclusi due lanci Falcon Heavy. La commissione individuò tre appezzamenti di terreno, per un totale di 12,4 acri (5,0 ettari), che sarebbero stati teoricamente utilizzati per il centro di controllo. Inoltre, SpaceX aveva affittato 56,6 acri (22,9 ettari) di terreno adiacente al capolinea della Texas State Highway 4, 20 acri (8,1 ettari) dei quali sarebbero stati utilizzati per sviluppare l'area di lancio verticale; il resto sarebbe rimasto spazio aperto intorno alla struttura di lancio. Nel luglio 2014, la FAA divulgò l'esito della sua valutazione rivelando che "la proposta delle Space Exploration Technologies di Elon Musk non avrebbe avuto un impatto significativo sull'ambiente", approvando la proposta.
Nel settembre 2013, il General Land Office (GLO) dello Stato del Texas e la contea di Cameron firmarono un accordo che delineava come sarebbero state gestite le chiusure delle spiagge per supportare un futuro programma di lancio di SpaceX. L'accordo aveva lo scopo di consentire lo sviluppo economico nella contea di Cameron e proteggere il diritto del pubblico di avere accesso alle spiagge dello stato del Texas. Secondo il piano del Texas del 2013, le chiusure delle spiagge sarebbero state consentite ma non ci si aspettava che superassero un massimo di 15 ore per data di chiusura, con non più di tre voli spaziali programmati tra il sabato precedente al Memorial Day e il Labor Day.
Nel 2019, la FAA completò una rivalutazione delle strutture SpaceX nel sud del Texas. A maggio e agosto 2019, la FAA ha pubblicato un rapporto scritto con la decisione che non sarebbe stata richiesta una nuova dichiarazione di impatto ambientale (EIS) supplementare.

### L'acquisizione dei terreni
Prima di una decisione finale sull'ubicazione dello spazioporto, SpaceX iniziò ad acquistare una serie di proprietà immobiliari nella contea di Cameron, in Texas, a partire da giugno 2012. A luglio 2014, SpaceX aveva acquistato circa 41 acri (170.000 m2) e affittato 57 acri (230.000 m2) vicino al villaggio di Boca Chica e alla spiaggia di Boca Chica attraverso una società denominata Dogleg Park LLC, un riferimento al tipo "dogleg" di traiettoria che i razzi lanciati da Boca Chica dovranno seguire.
Prima di maggio 2013, erano stati acquistati cinque lotti nella sottodivisione Spanish Dagger nel villaggio di Boca Chica, adiacente all'autostrada 4 che conduce al sito di lancio proposto. Nel maggio 2013, SpaceX ha acquistato altri tre lotti, aggiungendo un altro acro (4.000 m2), più altri quattro lotti per un totale di 1.9 acri (7.700 m2) nel luglio 2013, per un totale di 12 lotti acquistati. Nel corso del 2014 furono fatte altre acquisizioni che portarono SpaceX a possedere 87 lotti pari a più di 100 acri. Ulteriori acri furono acquistati alla fine del 2013, aumentando il totale di SpaceX "da 72 lotti non sviluppati a 80 lotti per un totale di circa 26 acri." Alla fine del 2013, SpaceX completò il frazionamento di 13 lotti per un totale di 8,3 acri (34.000 m2) in una suddivisione che fu chiamata "Mars Crossing".
Nel febbraio 2014, furono acquistati 28 lotti aggiuntivi che circondano il complesso di Boca Chica Beach, aumentando il terreno di proprietà di SpaceX a circa 36 acri (150.000 m2) oltre al contratto di locazione di 56 acri (230.000 m2). Gli investimenti di SpaceX nella contea di Cameron sono continuati nel marzo 2014, con l'acquisto di più appezzamenti di terreno, portando il numero totale di lotti che ora possiede a 90. I registri pubblici hanno mostrato che la superficie totale che SpaceX possedeva allora attraverso Dogleg Park LLC era di circa 37 acri (150.000 m2). Questo si aggiunge ai 56,5 acri (229.000 m2) che SpaceX aveva allora in locazione. Entro settembre 2014, Dogleg Park completò il frazionamento di lotti per un totale di 49,3 acri (200.000 m2) in una seconda suddivisione, questa denominata "Launch Site Texas", composta da diversi lotti di proprietà precedentemente acquistati. Questo è il sito del sito di lancio stesso, mentre la struttura di controllo del lancio fu prevista due miglia a ovest nella suddivisione di Mars Crossing. Dogleg Park continuò ad acquistare terreni a Boca Chica, arrivando a possedere un totale di "87 lotti pari a più di 100 acri".
SpaceX ha anche acquistato e sta modificando diverse proprietà residenziali nel villaggio di Boca Chica, ma a quanto pare sta pianificando di lasciarle ad uso residenziale, a circa 2 miglia (3,2 km) a ovest del sito di lancio.
Nel settembre 2019, SpaceX ha esteso un'offerta per l'acquisto di ciascuna delle case nel villaggio di Boca Chica per tre volte il valore equo di mercato insieme a un'offerta di inviti VIP a futuri eventi di lancio. Si diceva che l'offerta fosse "non negoziabile".

### Costruzione

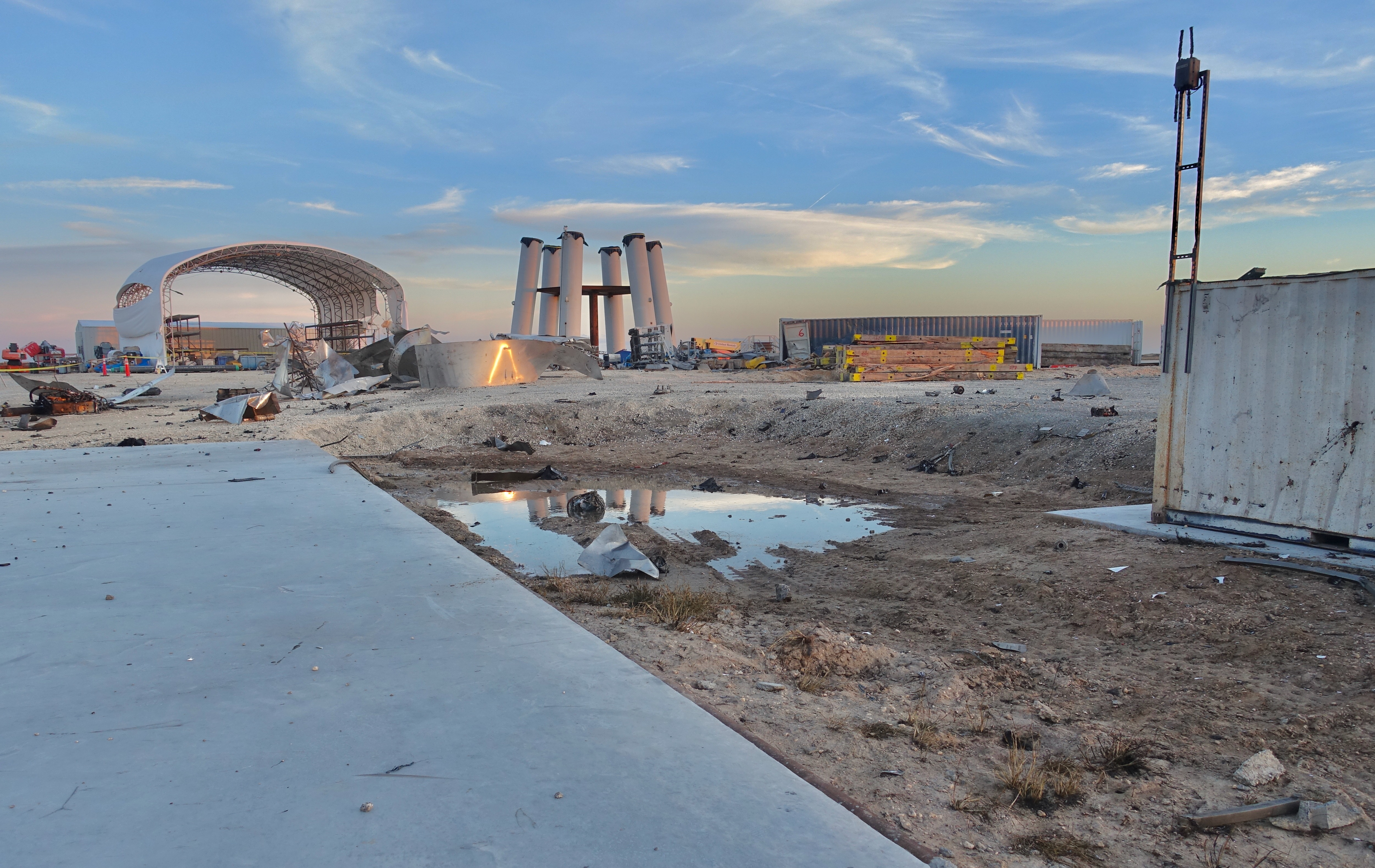
La piattaforma di atterraggio in primo piano e quella di lancio orbitale in secondo a dicembre 2020, dopo l'esplosione del prototipo SN8

Le principali attività di costruzione iniziarono nel 2016, con la preparazione del terreno del sito per la rampa di lancio. Entro settembre 2019, il sito era stato "trasformato in un sito di lancio operativo - dotato delle apparecchiature di supporto a terra necessarie per supportare i voli di prova dei veicoli Starship alimentati a metano". Già nel 2014, era iniziata la realizzazione di recinzioni e edifici temporanei nell'area del centro di controllo.
Il progetto presentato nel 2003, prevedeva un'area di lancio verticale di 20 acri (81.000 m2) e un'area di 12,2 acri (49.000 m2) per un centro di controllo del lancio e una piattaforma di lancio direttamente adiacente al capolinea orientale dell'Autostrada 4. A partire dal 2014, SpaceX prevedeva di spendere circa 100 milioni di dollari in tre o quattro anni per costruire la struttura del Texas, mentre il governo dello stato del Texas prevedeva di spendere 15 milioni di dollari per estendere le utenze e le infrastrutture per supportare il nuovo spazioporto. La fase di progettazione dell'impianto è stata completata entro marzo 2015. La costruzione, tuttavia, fu ritardata dalla distruzione di una delle due strutture di lancio di SpaceX in Florida nell'esplosione del Falcon 9 del settembre 2016, che bloccò il team di progettazione e costruzione del sito di lancio di Boca Chica per oltre un anno.

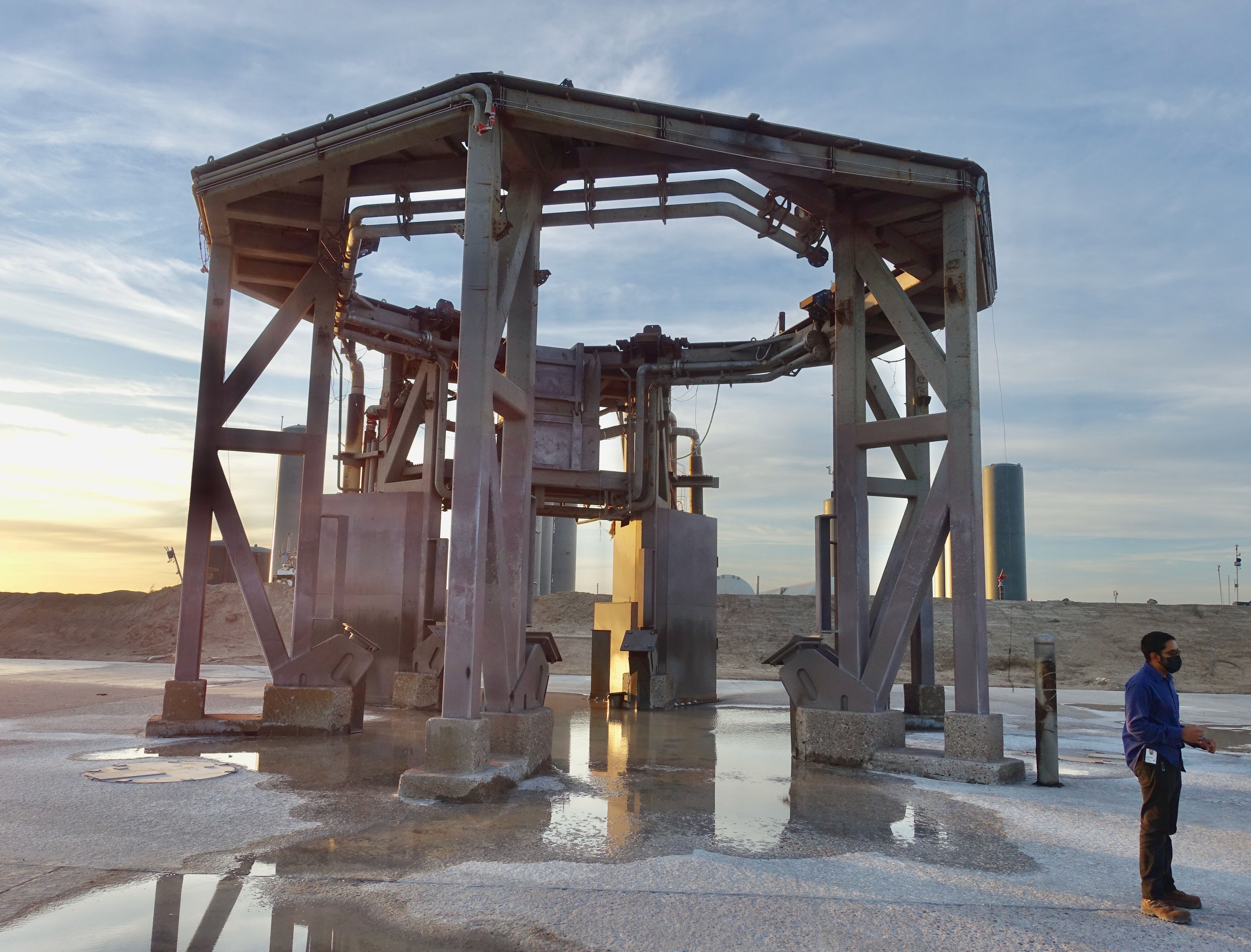
La piattaforma principale di lancio a dicembre 2020

Al fine di stabilizzare il terreno impregnato d'acqua nel sito costiero, gli ingegneri di SpaceX hanno stabilito che sarebbe stato necessario un processo noto come sovraccarico del suolo. Affinché ciò accadesse, tra ottobre 2015 e gennaio 2016 furono trasportati su camion circa 240.000 m3 di nuovo terreno alla struttura. Nel gennaio 2016, a seguito di ulteriori test del suolo che rivelarono problemi alle fondamenta, SpaceX riferì che non intendeva completare la costruzione fino al 2017 e che il primo lancio da Boca Chica non era previsto fino alla fine del 2018. Nel febbraio 2016, il presidente e COO di SpaceX Gwynne Shotwell dichiarò che la costruzione era stata ritardata dalla scarsa stabilità del suolo nel sito e che sarebbero stati necessari "due anni di lavoro sporco" prima che SpaceX potesse costruire la struttura di lancio, con costi di costruzione previsti superiori a quanto stimato in precedenza. Due antenne di stazione di tracciamento in banda S da 9 m (30 piedi) furono installate nel sito nel 2016-2017, mentre nel 2018 una centrale fotovoltaica di proprietà di SpaceX di 26.000 m2 fu installata in loco per fornire energia elettrica off-grid vicino al centro di controllo.
Nel gennaio 2018, il COO Shotwell affermò che il pad sarebbe potuto essere utilizzato per i "primi test sui veicoli" entro la fine del 2018 o all'inizio del 2019, ma che sarebbe stato necessario un lavoro aggiuntivo per renderlo un sito di lancio completo. Alla fine del 2018, il sito ha visto lo sviluppo di una grande fattoria di serbatoi di propellente, una torcia a gas, più uffici e una piccola piattaforma di lancio quadrata. Il prototipo Starhopper è stato trasferito sul pad nel marzo 2019 e ha volato per la prima volta alla fine di luglio 2019. Nel sito di produzione, invece, oltre a diversi capannoni e servizi per il personale, furono realizzati due edifici di grandi dimensioni (simili al Vehicle Assembly Building del John F. Kennedy Space Center) per l'assemblaggio dei prototipi. Nel 2020, SpaceX stava cercando personale per la progettazione di un resort nel nuovo complesso di lancio e ingegneri esperti in strutture offshore per la realizzazione di una piattaforma di lancio nel golfo del Messico.

### Operazioni di produzione e lancio

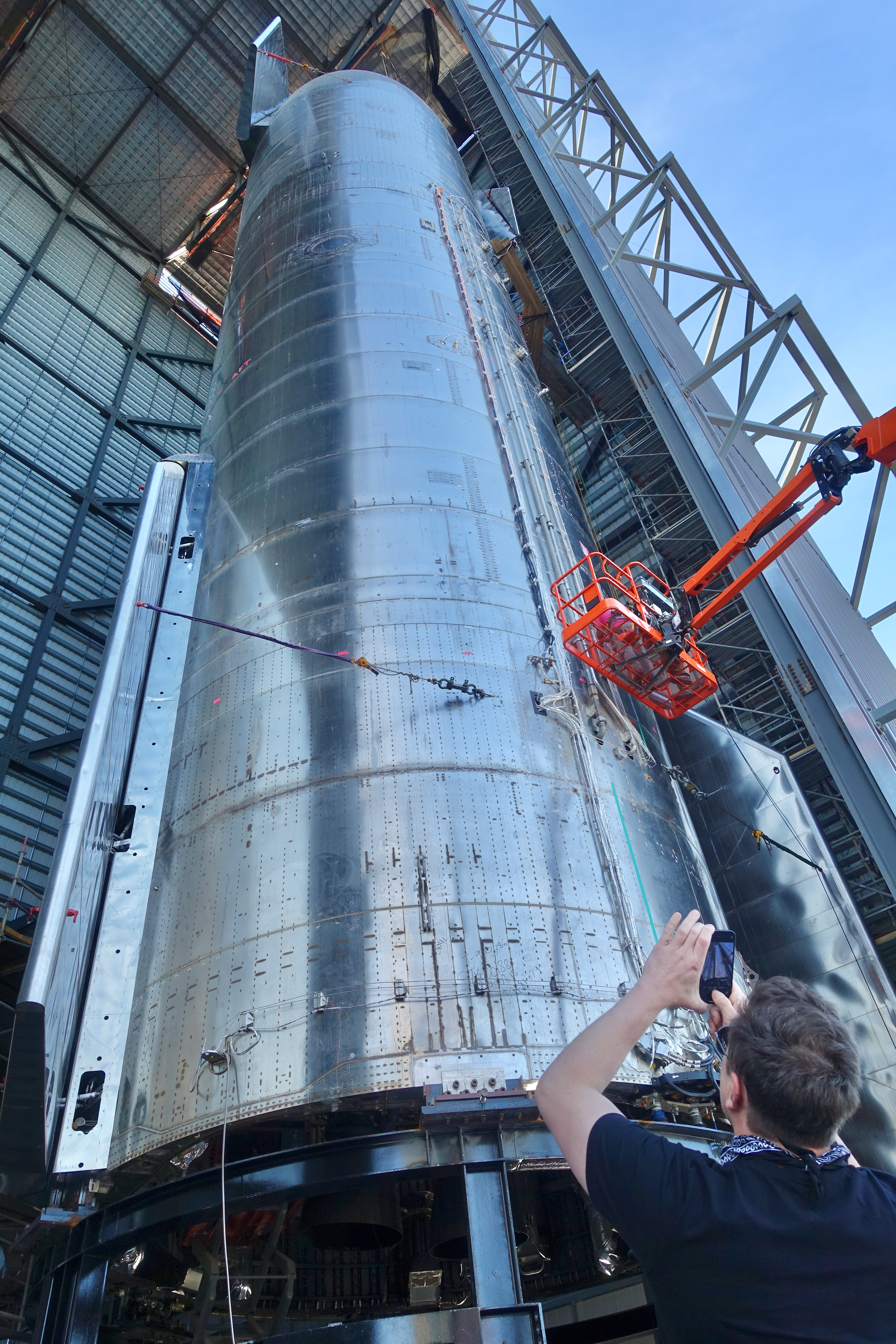
Elon Musk fotografa il prototipo SN9 nell'High Bay, la struttura di assemblaggio di 81 metri realizzata nel corso del 2020.

Il sito di lancio del Texas meridionale è il quarto impianto di lancio suborbitale attivo di SpaceX e la sua prima struttura privata. A partire dal 2019, SpaceX ha affittato tre siti di lancio di proprietà del governo degli Stati Uniti: Vandenberg SLC 4 in California e Cape Canaveral SLC-40 e Kennedy Space Center LC39A entrambi in Florida. Il sito di lancio dovrebbe essere ottimizzato per l'attività commerciale, nonché utilizzato per pilotare veicoli spaziali su traiettorie interplanetarie.
I lanci su traiettorie orbitali da Brownsville avranno una traiettoria di volo limitata, a causa delle isole dei Caraibi e del gran numero di piattaforme petrolifere nel Golfo del Messico. Sebbene i piani iniziali di SpaceX per il sito di lancio di Boca Chica fossero di trasportare veicoli spaziali su orbite geosincrone, Elon Musk riferì nel settembre 2014 che "la prima persona ad andare su un altro pianeta potrebbe lanciare da [il sito di lancio di Boca Chica]", ma non indicò quale veicolo di lancio sarebbe stato utilizzato. Nel maggio 2018, Elon Musk chiarì che il sito di lancio del Texas meridionale verrà utilizzato esclusivamente per Starship. Entro marzo 2019, erano in costruzione due articoli di prova di Starship e tre entro maggio. Il prototipo Starhopper fu il primo ad essere sottoposto a test nell'estate del 2019, con salti di prova di 150 metri e il primo utilizzo di motori Raptor su veicoli di lancio. Le attività di costruzione e collaudo dei prototipi sono proseguite, con ritmi serrati, per tutto il 2020.
Entro marzo 2020, SpaceX aveva il numero di dipendenti in loco per la produzione, i test e le operazioni di Starship da gennaio, con oltre 500 dipendenti che lavoravano nel sito. Quattro turni lavorano 24 ore su 24, 7 giorni su 7, in turni di 12 ore per consentire la produzione continua di Starship con lavoratori e attrezzature specializzati per ogni attività di produzione seriale di Starship.